# L'amazzone domata
L'amazzone domata (Northwest Stampede) è un film del 1948 diretto da Albert S. Rogell.
È un film western statunitense con Joan Leslie, James Craig e Jack Oakie. È ispirato all'articolo Wild Horse Roundup di Jean Muir pubblicato sul Saturday Evening Post del 28 settembre 1946.

## Produzione
Il film, diretto da Albert S. Rogell su una sceneggiatura e un soggetto di Art Arthur e Lillie Hayward, fu prodotto da Albert S. Rogell per la Eagle-Lion Films e girato nel Banff National Park, a Calgary e a Lake Louise, in Canada, da inizio luglio al primi di settembre 1947. Il titolo di lavorazione fu Wild Conquest.

## Distribuzione
Il film fu distribuito con il titolo Northwest Stampede negli Stati Uniti nel 1948 al cinema dalla Eagle-Lion Films.
Altre distribuzioni:
- negli Stati Uniti il 28 luglio 1948
- in Svezia il 19 dicembre 1949 (Vite hingsten)
- in Finlandia il 10 febbraio 1950 (Vuorten valkea kiitäjä)
- in Francia il 29 marzo 1950 (Le grand rodéo)
- in Norvegia il 1º agosto 1950
- in Austria l'11 agosto 1950 (Silberkönig)
- in Germania Ovest il 12 settembre 1950 (Silberkönig)
- in Danimarca il 24 aprile 1952 (Canadas vilde hingst)
- in Brasile (Força Contra Astúcia)
- in Italia (L'amazzone domata)

## Promozione
Tra le tagline: "The White Outlaw's on a Rampage! The Untamed King Of The Wild Horses Busts Loose - Storming The Screen With Action!".